# Stazione di Aihara
La stazione di Aihara (相原駅?, Aihara-eki) è una stazione ferroviaria della città di Machida, facente parte della metropoli di Tokyo in Giappone, ed è servita dalla linea Yokohama della JR East e dai servizi diretti della linea Sagami.

## Linee
East Japan Railway Company
■ Linea Yokohama
■ Linea Sagami

## Struttura
La stazione di Aihara è realizzata in superficie con due marciapiedi laterali serventi due binari.
| 1 | ■ Linea Yokohama |  | per Machida, Hashimoto, Shin-Yokohama, e Yokohama |
| 1 | ■ Linea Sagami   |  | per Hashimoto, Atsugi e Chigasaki                 |
| 2 | ■ Linea Yokohama |  | per Hachiōji                                      |

## Stazioni adiacenti
| «              | Servizio       | »                 |
| Linea Yokohama | Linea Yokohama | Linea Yokohama    |
| -------------- | -------------- | ----------------- |
| Hashimoto      | Locale Rapido  | Hachiōji-Minamino |